# THE MC3
『THE MC3』（ザ エムシースリー）は、TBS系列で2024年10月21日から12月9日まで放送されていたバラエティ番組。

## 概要
中居正広、東野幸治、ヒロミの3人がMCを務め、「周囲からどう思われているかを徹底調査し、その結果をゲストに伝える“日本一余計なお世話バラエティ”」をコンセプトに掲げ、2024年5月6日にパイロット版が放送された。
2024年10月21日、月曜21時の枠でレギュラー放送を開始（初回は20時55分スタート）したが、同年12月に中居に関する女性トラブルが報じられ、一連の事態を重く受け止めたTBSは2025年1月13日に予定していた37分拡大のスペシャル版（21時20分 - 22時57分）放送を見送ることを決定、8日までに番組表から削除した。1月20日、中居の降板が正式に発表された。2024年12月9日の放送を最後に休止状態となってからは『CDTVライブ!ライブ!』『クレイジージャーニー』の拡大や単発特番で埋められた。
2025年3月7日には4月以降の放送継続が発表されたが、中身については検討中とされた。同月19日には、MC2人が続投し“日本一余計なお世話バラエティ”というコンセプトも継続させた新番組『タミ様のお告げ』が3月24日より開始されることが発表された。当番組としては未完結の形で『タミ様の〜』に改題する形となった。また、通常の21時開始の通常編成で放送されたことは当番組では1度もなく、『タミ様の〜』に改題となった2025年6月23日が初となった。

## 出演者
MC
- 中居正広
- 東野幸治
- ヒロミ

進行
- 田村真子（TBSアナウンサー）

## 放送リスト

### パイロット版
| 放送日 | ゲスト                                                           | 備考 |
| ------ | ---------------------------------------------------------------- | ---- |
| 5月6日 | 池田美優、神田愛花、ジェシー（SixTONES）、ニューヨーク、村重杏奈 |      |

### レギュラー版
| 回 | 放送日   | 企画                                         | ゲスト | 備考                      |
| -- | -------- | -------------------------------------------- | --- | ------------------------- |
| 1  | 10月21日 | 中居 東野 ヒロミ イメージを徹底調査！        | 小木博明（おぎやはぎ）、おじゃす、近藤春菜（ハリセンボン）、鈴木拓（ドランクドラゴン）、山之内すず、YOU インタビューゲスト：石原良純、菊池風磨、黒田有（メッセンジャー）、国分太一（TOKIO）、小峠英二（バイきんぐ）、後藤輝基（フットボールアワー）、坂上忍、宮川大輔、ROLAND | 5分拡大 （20:55 - 22:00） |
| 2  | 10月28日 | 余計なお世話ですが三宅健のイメージを調査     | 三宅健、飯尾和樹（ずん）、小木博明（おぎやはぎ）、北斗晶、信子（ぱーてぃーちゃん）、村重杏奈、横澤夏子、植草美幸 | 5分拡大 （20:55 - 22:00） |
| 3  | 11月04日 | 愛されMC No.1決定戦                          | 池松壮亮、アンミカ、深澤辰哉（Snow Man）、野々村友紀子、永尾柚乃、小木博明（おぎやはぎ）、石井亮次、中山秀征 インタビューゲスト：妻夫木聡 | 57分拡大（21:00 - 22:57） |
| 4  | 11月18日 | MC3VS地元愛しすぎ芸能人                      | 浅野ゆう子、朝日奈央、伊藤俊介（オズワルド）、小木博明（おぎやはぎ）、狩野英孝、U字工事 | 5分拡大 （20:55 - 22:00） |
| 5  | 11月25日 | 男の美容アリナシSP                           | 小木博明（おぎやはぎ）、野々村友紀子、信子（ぱーてぃーちゃん）、友利新 SPゲスト：アインシュタイン、藤本敏史（FUJIWARA）、Matt | 5分拡大 （20:55 - 22:00） |
| 6  | 12月09日 | 2024年話題の女性大集結 M-1王者人気No.1決定戦 | 池田美優、いとうあさこ、岡崎紗絵、小木博明（おぎやはぎ）、陣内貴美子、角田夏実、槙野智章 リアルタイム中継ゲスト：ウエストランド、とろサーモン、錦鯉 | 62分拡大（20:55 - 22:57） |

## ネット局
| 放送対象地域   | 放送局                    | 系列    | 放送日時           | ネット状況 |
| -------------- | ------------------------- | ------- | ------------------ | ---------- |
| 関東広域圏     | TBSテレビ（TBS）          | TBS系列 | 月曜 21:00 - 22:00 | 制作局     |
| 北海道         | 北海道放送（HBC）         | TBS系列 | 月曜 21:00 - 22:00 | 同時ネット |
| 青森県         | 青森テレビ（ATV）         | TBS系列 | 月曜 21:00 - 22:00 | 同時ネット |
| 岩手県         | IBC岩手放送（IBC）        | TBS系列 | 月曜 21:00 - 22:00 | 同時ネット |
| 宮城県         | 東北放送（tbc）           | TBS系列 | 月曜 21:00 - 22:00 | 同時ネット |
| 山形県         | テレビユー山形（TUY）     | TBS系列 | 月曜 21:00 - 22:00 | 同時ネット |
| 福島県         | テレビユー福島（TUF）     | TBS系列 | 月曜 21:00 - 22:00 | 同時ネット |
| 新潟県         | 新潟放送（BSN）           | TBS系列 | 月曜 21:00 - 22:00 | 同時ネット |
| 長野県         | 信越放送（SBC）           | TBS系列 | 月曜 21:00 - 22:00 | 同時ネット |
| 山梨県         | テレビ山梨（UTY）         | TBS系列 | 月曜 21:00 - 22:00 | 同時ネット |
| 静岡県         | 静岡放送（SBS）           | TBS系列 | 月曜 21:00 - 22:00 | 同時ネット |
| 中京広域圏     | CBCテレビ（CBC）          | TBS系列 | 月曜 21:00 - 22:00 | 同時ネット |
| 富山県         | チューリップテレビ（TUT） | TBS系列 | 月曜 21:00 - 22:00 | 同時ネット |
| 石川県         | 北陸放送（MRO）           | TBS系列 | 月曜 21:00 - 22:00 | 同時ネット |
| 近畿広域圏     | 毎日放送（MBS）           | TBS系列 | 月曜 21:00 - 22:00 | 同時ネット |
| 岡山県・香川県 | RSK山陽放送（RSK）        | TBS系列 | 月曜 21:00 - 22:00 | 同時ネット |
| 鳥取県・島根県 | 山陰放送（BSS）           | TBS系列 | 月曜 21:00 - 22:00 | 同時ネット |
| 広島県         | 中国放送（RCC）           | TBS系列 | 月曜 21:00 - 22:00 | 同時ネット |
| 山口県         | テレビ山口（tys）         | TBS系列 | 月曜 21:00 - 22:00 | 同時ネット |
| 愛媛県         | あいテレビ（itv）         | TBS系列 | 月曜 21:00 - 22:00 | 同時ネット |
| 高知県         | テレビ高知（KUTV）        | TBS系列 | 月曜 21:00 - 22:00 | 同時ネット |
| 福岡県         | RKB毎日放送（RKB）        | TBS系列 | 月曜 21:00 - 22:00 | 同時ネット |
| 長崎県         | 長崎放送（NBC）           | TBS系列 | 月曜 21:00 - 22:00 | 同時ネット |
| 熊本県         | 熊本放送（RKK）           | TBS系列 | 月曜 21:00 - 22:00 | 同時ネット |
| 大分県         | 大分放送（OBS）           | TBS系列 | 月曜 21:00 - 22:00 | 同時ネット |
| 宮崎県         | 宮崎放送（MRT）           | TBS系列 | 月曜 21:00 - 22:00 | 同時ネット |
| 鹿児島県       | 南日本放送（MBC）         | TBS系列 | 月曜 21:00 - 22:00 | 同時ネット |
| 沖縄県         | 琉球放送（RBC）           | TBS系列 | 月曜 21:00 - 22:00 | 同時ネット |

## スタッフ
●=レギュラー版から加入
- ナレーター - 中井和哉（●）
- 構成 - 山形遼介、デーブ八坂、佐々木貴博、清水雄平/堀江利幸（清水以外→●）
- TM - 重地渉（TBSテレビ）
- TP - 公文大輔
- TD - 坂口良
- CAM - 北松拓巳
- 音声 - 武田聡之（●）
- 照明 - 髙松優
- 編集 - 加納敏行
- MA - 中務匠（●）
- 音効 - 星裕介（●）
- デザイン統括（●） - 木村真梨子（●）
- デザイナー（●） - 郡司毬子（●）
- 美術プロデューサー - 小栗綾介
- 美術デザイナー - 松永陽登
- 美術ディレクター - 渡邊晴香、小室芽生（小室→●）
- 装置 - 正代俊明
- 装置操作 - 酒井柚、牧ヶ谷純二
- 電飾 - 土肥翔太（●）
- アクリル装飾 - 森美男
- 幕装飾（●） - 北川豊子（●）
- 化粧 - アートメイク・トキ（●）
- イラスト（●） - テクノカットスタジオ（●）
- CG（●） - 前川恭平（●）
- 制作協力 - ROFL、WALA、ゲンカイエンターテインメント、IVSテレビ制作（ROFL以外→●）
- 技術協力 - ReveL、RenDign、Move on★【毎週】、SWISH JAPAN（Move・SWISH→●）【週替り】
- 宣伝 - 松葉かれん・白井可奈子（共にTBSテレビ、松葉→●、白井→P・●・2024年12月9日-）
- 公開（●） - 松元裕二（●）
- 編成 - 河本恭平（TBSテレビ、●）
- デスク（●） - 堀江知里（●）
- TK（●） - 五味真琴（●）
- AD - 赤間翔、五十嵐莉子（五十嵐→TBSテレビ）、加藤涼葉【毎週】/横山奈々、鈴木遥香、但馬清真、三木友騎、増子千咲、中塚智也、八木岡小晴、肥田奈摘、髙見聡輝、荻巣和也、伊藤尚（共に●）【週替り】
- AP - 嶋唯菜、高見良（TBSテレビ）、久川奈緒子（TBS SPARKLE）【毎週】/山口莉那、中村都、常深志乃、山川彩夏（高見・中村・常深・山川→●、山口→パイロット版はAD）【週替り】
- FD（●） - 新井孝輔（●、Platform,Inc.）
- ディレクター - 蒲田涼、田中剛喜、藤澤貴之、竹内隆徳（スクイズ）、入月祐斗、高橋立志・渡邉翼（ROFL）、仲埜光裕、津宏典、狩野紀明、榮森輝之、岡部時子・石鉢智也・田中文香（IVSテレビ制作）、築舘健太（蒲田・高橋・築舘以外→●）【週替り】
- 担当プロデューサー（●・#2-） - 高柳健人（TBSテレビ）/橋本伸行・原田里美（ROFL）、岡本計（てっぱん）、西原信行（No.b）、渡邉正人・須山由佳子（IVSテレビ制作）（岡本以外→●、岡本・渡邉・須山以外→●・#1はプロデューサー、高柳→●・#2まではプロデューサー）
- 制作プロデューサー（●） - 大木真太郎（TBSテレビ、●）
- チーフディレクター（●） - 小田清仁（ROFL、●）、生駒真也（ROFL、パイロット版はディレクター）、大樂和也（●）、青木章浩（VVQ、●）、横山健一（スクイズ、パイロット版は演出）、渡部一貴・中村優介（共にIVSテレビ制作、●）【週替り】
- プロデューサー - 伊藤隆大（TBSテレビ、●）
- 演出 - 柳沢光一郎（TBSテレビ、●）
- 制作 - TBSテレビコンテンツ制作局バラエティ制作一部
- 製作著作 - TBS

### 過去のスタッフ
P=パイロット版のみ
- ナレーター - あおい洋一郎（P）
- VE - 久保澤知史（P）
- 音声 - 宮田佳奈子（P）
- MA - 内山祐希（P）
- 音効 - 斉藤裕之（P）
- 美術ディレクター - 髙井佑真（P）
- メカシステム - 庄子泰広（P）
- 小道具 - 安藤豪（P）
- 電飾 - 住義仁（●・2024年11月まで）
- 衣裳 - 渥美智恵（P）
- 持道具 - 岩本美徳（P）
- 化粧 - 小川瑛未（P）
- 技術協力 - G Link studio（P）
- 宣伝 - 山岸信良（TBSテレビ、●・2024年11月まで）
- 編成 - 平岡紗哉（TBSテレビ、P）、髙田脩（TBSテレビ、●・#1）
- AD - 関口葵聖来、世羅匡央、犬飼涼、亀川夢乃、取替結生、三國理子、山本彩貴（共にP）
- AP - 影山早岐（P）
- ディレクター - 芝内竜成（P）
- 総合演出 - 倉田敬之（ROFL、P）
- プロデューサー - 時松隆吉（TBSテレビ）、渡邊奈津子（ROFL）、長嶺望（オフィスNY）（共にP）